# Ангольско-вьетнамские отношения
Ангольско-вьетнамские отношения — двусторонние дипломатические отношения между Анголой и Вьетнамом. Страны являются членами Организации Объединённых Наций (ООН).

## История
Первые контакты между государствами состоялись в августе 1971 года, за четыре года до обретения Анголой независимости от Португалии, когда будущий президент Анголы Антонио Агостиньо Нето посетил Вьетнам. Ангола и Вьетнам перешли во внешней политики от международного коммунизма эпохи холодной войны к западному миру после распада Советского Союза.
В феврале 1974 года Национальный фронт освобождения Южного Вьетнама (НФОЮВ) поддержал нападение 1961 года на Кассанже, первое сражение в войне Анголы за независимость. В январе 1975 года лидер НФОЮВ Нгуен Хыу Тхо передал «самое тёплое приветствие» лидерам Народного движения за освобождение Анголы — Партии труда (МПЛА), Национального фронта освобождения Анголы (ФНЛА), Национального союза за полную независимость Анголы (УНИТА)) после подписания Алворского соглашения. В конце октября Нян зан, официальная газета Коммунистической партии Вьетнама, фактически поддержала МПЛА, осудив «империалистические силы и южноафриканских расистов». Премьер-министр Вьетнама Фам Ван Донг признал Народную Республику Ангола 12 ноября, на следующий день после того, как президент Антонио Агостиньо Нето провозгласил независимость.

## Война во Вьетнаме
Война во Вьетнаме (1955—1975) ограничила возможность иностранного участия в гражданской войне в Анголе, поскольку ни Советский Союз, ни Соединённые Штаты Америки не хотели быть втянутыми во внутренний конфликт, имеющий весьма спорное значение с точки зрения победы в холодной войне. Диктор CBS News Уолтер Кронкайт заявил в своей передаче, что «на этот раз попытается сыграть свою небольшую роль в предотвращении этой ошибки». В феврале 1976 года министр иностранных дел Андрей Громыко и председатель Совета Министров СССР Алексей Косыгин возглавили фракцию Политбюро ЦК КПСС, выступавшую за меньшую поддержку МПЛА и больший упор на сохранение разрядки с Западом. Генеральный секретарь ЦК КПСС Леонид Брежнев, одержал победу над диссидентской фракцией, и Советский Союз продолжил поддержку МПЛА, даже несмотря на то, что Антонио Агостиньо Нето публично подтвердил свою политику неприсоединения на 15-й годовщине Первого восстания.

## Китай и СССР
Продолжающаяся поддержка Анголой вьетнамских коммунистов перед лицом внешней изоляции нанесла ущерб их отношениям с Китайской Народной Республикой и Советским Союзом. Президент Анголы Агостиньо Нето осудил китайское вторжение во Вьетнам в феврале 1979 года. Агостиньо Нето, не доверявший советскому руководству после покушения на его жизнь, поддержал кубинского лидера Фиделя Кастро в Гаване, когда в июле 1976 года назвал Анголу, Кубу и Вьетнам «главным антиимпериалистическим ядром».